# Bijelo more (Lukavac)
Bijelo more je naziv predio nataložen neposredno kod tvornice sode u Lukavcu. Nastaje kao nusproizvod u tvornici sode. Talog se taložio od osnivanja tvornice 1893. godine. Građani su mu dali ime "Bijelo more" zbog zbog sastava i površine koju zauzima.
Talog je veliki ekološki problem. Zadnjih godina predložene su tehnologije da se vremenom kemijskih otpad iz ogromnih odlagališta pretvori u kvalitetni cement i beton. Zemljište koje bi se čišćenjem dobilo natrag iskoristilo bi se za uzgoj žitarica, voća, povrća. U proizvodnji cementa potencijalne sirovine mogu biti i neki otpadni materijali iz industrije kao što je proizvodnja sode. Otpad se ne bi odlagao na odlagalištu, nego bi ga se tretiralo u dodatnom postrojenju, gdje bi se otpad prilagodilo po fizičko-kemijskim svojstvima da bi mogle biti materijal koji bi se dodavao sirovinskoj smjesi za cement. Nova preradom dobivena sirovina zamijenila bi kamen vapnenac. Tako bi se smanjila i eksploatacija kamena na kamenolomima gdje se vadi taj kamen. Inženjer Zehrudin Osmanović s Tehnološkog fakulteta u Tuzli predložio je tu inovaciju na 39. Hrvatskom salonu inovacija i 10. izložbi inovacija, prototipova i studentskih poslovnih planova, INOVA 2014. u Osijeku i dobio nagradu. Inovacija je prošla patentnu proceduru. Primjenom ove inovacije smanjuju se tehnološki troškovi proizvodnje cementa, emisija stakleničkog plina CO2, smanjuju se i količine novog otpada te postojeća odlagalište i postupno se recirklira otpad i sprječava devastiranje okoliša. Tvornica sode ispušta talog preko magistralnog puta zapadno. S jugozapadne strane preko ulice Lukavačkih brigada je Tvornica cementa Lukavac gdje bi se iskoristio prerađeni talog.